# Não Fui Eu
"Não Fui Eu" é uma canção gravada pela cantora e compositora brasileira Paula Fernandes, lançada em 03 de outubro de 2013 como primeiro single do seu segundo álbum ao vivo, Multishow ao Vivo: Um Ser Amor (2013).

## Composição
"Não Fui Eu" é uma faixa tocada em violão composta pela cantora, a música possui uma levada romântica, fala sobre a omissão de um amor que coloca a culpa dos erros cometidos em uma relacionamento no eu lírico. A faixa faz parte de seu último trabalho, o CD e DVD “Multishow Ao Vivo – Um Ser Amor”, lançado em outubro do ano passado.

## Apresentações ao vivo
Em 20 de Outubro de 2013, a cantora fez uma apresentação ao vivo de "Não Fui Eu", "Pássaro de Fogo", "Jeito de Mato", "Um Ser Amor", "Se Liga" e "Pra Você" no programa televisivo brasileiro Domingão do Faustão.
A cantora fez uma participação ao vivo no Programa da Tarde da Rede Record no dia 23 de Outubro de 2013 para divulgação do novo CD/DVD "Multishow ao Vivo: Um Ser Amor" e apresentou "Não Fui Eu" 1° single de divulgação desse trabalho.
No dia 02 de Novembro de 2013, foi ao ar a participação da cantora no programa televisivo Legendários no qual a cantora apresentou sucessos inclusive o single "Não Fui Eu".
Em 21 de Dezembro de 2013, Fernandes também apresentou ao vivo "Não Fui Eu" no programa televisivo brasileiro Estrelas apresentado por Angélica.

## Lista de faixas
| Download digital |              |         |  |
| N.º              | Título       | Duração |  |
| 1.               | "Não Fui Eu" | 4:06    |  |